# 釜鳴屋平七
釜鳴屋平七（かまなりや へいしち、1828年（文政11年） - 1863年（文久3年）11月4日）とは、江戸幕末の熱海村（現・熱海市）出身の網元（網主）・義民。

## 概要
安政年間（1855年-1860年）のころ、熱海村ではまぐろ網の権利を巡って村役人・網元と網子の間で対立が生じ、漁場騒動に発展していた。
網元の1人である平右衛門の長男・釜鳴屋平七は、網元たちの強引なやり口に義憤を感じ、網子の側に立って事態を収拾しようとするが叶わず、1859年（安政6年）11月に漁民200人以上と共に、蓑笠に身を包み、筵旗（むしろばた）を立てながら韮山代官所に押しかけ、代官・江川太郎左衛門（当時は第37代の江川英敏）に訴状を差し出して直訴した。
平七は一揆（強訴・門訴）の首謀者として捕えられ、約4年投獄された後、一人島流しの刑を受け、1863年（文久3年）10月に江戸から八丈島送りとなったが、途中の大島で11月4日に35歳で死亡した。
残された漁民たちは平七の遺志を継ぎ、長い戦いの後に勝訴を勝ち取った。

## 関連事物
- 釜鳴屋平七夫婦像 - 熱海サンビーチ の南脇、親水公園ムーンデッキの西端付け根辺りに、海を向き、両脇にあたみ桜が植えられる形で設置されている。澤田政廣作。台座に武者小路実篤筆の銅板。
- 釜鶴ひもの店 - 釜鳴屋平七の三男・鶴吉が創業した老舗の干物店（現在5代目）[4]。熱海銀座商店街（本店）とラスカ熱海店の計2店舗。その他食事処3店舗経営。

## 年表
- 1828年（文政11年） - 生まれる。
- 1859年（安政6年）11月 - 韮山代官所の代官・江川太郎左衛門（江川英敏）に直訴。
- 1863年（文久3年）
  - 10月 - 江戸から八丈島に島流し。
  - 11月4日 - 途中の伊豆大島にて死去。